# Пророцтво 3
Пророцтво 3: Вознесіння (англ. The Prophecy 3: The Ascent) — американський фільм жахів 2000 року.

## Сюжет
Війна ангелів не закінчилася. Повсталі намагалися змінити мироздання в ім'я нового Володаря — Піріела. І на їх шляху залишалася остання перешкода — Деніел, син янгола і земної жінки. Саме його повинен розшукати і знищити посланець небес Зофаїл.

## У ролях
| Актор                 | Роль           |
| --------------------- | -------------- |
| Крістофер Вокен       | Гавриїл        |
| Вінсент Спано         | Зофаїл         |
| Дейв Буццотта         | Деніел         |
| Кейрен Батлер         | Меггі          |
| Стів Гітнер           | Джозеф         |
| Бред Дуріф            | Зілот          |
| Скотт Клевердон       | Піріел         |
| Джек МакГі            | детектив       |
| Сандра Елліс Лефферті | Меджи          |
| Марк Прінц Едвардс    | хлопець        |
| Тайрон Танн           | Кайл           |
| Морая Снайдер         | Мері           |
| Дж.Д. Розен           | чоловік        |
| Вільям Стенфорд Девіс | коронер        |
| Дрю Свейн             | молодий Деніел |
| Ентоні Росселлі       | сержант        |
| Гі Бордер             | беззуба жінка  |
| Том Кейн              | ангел, озвучка |